# 日高殖充
日高 殖充（ひだか しげよし、1976年1月21日 - ）はエンジニア・インターネットラジオディレクター。以前は、タブリエ・コミュニケーションズに所属していた。和歌山県出身。血液型はO型。
代表作は『うたわれるものらじお』、『ARIA The STATION Due』など。

## 人物
- 調理師免許を取得している[1]。
- 所属会社の人気番組の多くを手掛けている事もあって、2007年3月は多忙を極め、同僚から「1か月で半年分の仕事をこなしている」と言われたほどである。その存在感から慕うリスナーも少なくない。

## 関わった作品

### インターネットラジオ
- ARIA The STATION Due
- ARIA The STATION Tricolore
- うたわれるものらじお
- エルルゥの小部屋INうたわれるもの
- S-ラジ ワイド 集英組 （ボイスドラマ『ガールフレンド』）
- オトチン オーバードライブ
- 頑張って少女騎士になるラジオ
- ケータイ少女 〜ラジオスピリッツ〜
- ささら・まーりゃんの生徒会会長ラジオ for ToHeart2
- タユタマらじお -昼下がりの嫁たち-
- でじこのへや for ウィンターガーデン
- アイエフ放送局
- 菜の花すみれと富田麻帆のサタデーナイトチャレンジ （スタジオではディレクター、イベントでは構成作家とエンジニア）
- はぴねす!瑞穂坂学園校内放送
- 檜山修之のあにめじ湯
- 武装神姫 RADIO RONDO
- 武装錬金RADIO （第1期）
- Radio ToHeart2
- リスナーの皆さん～!! 公開録音でメロメロであります!! スペシャルラジオ （うたわれるものらじお・Radio ToHeart2合同イベント/配信：2007年4月16日～4月22日）

### ドラマCD
- クイーンズブレイド （美闘士列伝 第一弾『武者巫女絵巻』おまけドラマCD）
- 魔法の海兵隊員ぴくせる☆まりたん （まりたんと話そう! F・●・C・K）

### ゲーム
- EVE new generation